# Године Дрвећа
У легендаријуму Џ. Р. Р. Толкина, године Дрвећа су један од три велика временска периода у историји Арде. Оне следе године Светиљки и претходе годинама Сунца, и обухватају неколико доба, укључујући и почетак Првог доба.
Убрзо након уништења двеју Светиљки и њиховог краљевства на Алмарену, Валари су напустили Средњу земљу и прешли у Аман. Тамо су основали своје друго краљевство, Валинор. Јавана је направила два Дрвета, назване Телперионом (сребрно дрво) и Лаурелином (златно дрво). Дрвеће је обасјавало Аман, остављајући Средњу земљу у мраку.
Године Дрвећа су у Валинору биле подељене на две епохе. Током првих десет доба, познатих као Дани Блаженства, у Валинору је владао мир и просперитет. Орлове, Енте и Патуљке су начинили Манве, Јавана и Ауле, али су они били успавани све до буђења Вилењака.
У наредној епоси од десет доба, званој Врхунцем Блаженог Краљевства, Варда начинила нове и сјајније звезде изнад Средње земље. То је био први пут да је, након уништавања Светиљки, Средња земља била осветљена. Први Вилењаци су се у том времену пробудили покрај језера Кујвијенен у средишту Средње земље, тако обележавајући почетак Првог доба Деце Илуватарове. Њима је убрзо пришао Мелкор који је желео да их пороби. Сазнавши за то, Валари и Мајари су дошли у Средњу земљу и, у рату Сила, поразили Мелкора и одвели га заробљеног у Валинор. Тако је започео период мира у Арди.
Након рата Сила, Ороме је у име Валара позвао Вилењаке да дођу у Аман. Многи од Вилењака су били наговорени да крену са Оромеом на велико путовање на запад према Аману. Током пута многе групе Вилењака су посустајале, првенствено групе Нандора и Телерија. Три рода вилењака која су стигла у Аман су били Ванјари, Нолдори и, након извесног времена, већина Телерија. Они су начинили свој дом у Елдамару. Преостали Телери, који због Елвеовог нестанка нису желели да наставе марш на запад, су касније названи Синдарима. 
Након што се Мелкор претворно покајао и био ослобођен након три дуга доба ропства, посејао је велику неслогу међу Вилењацима и узбуркао ривалство између синова Узвишеног краља Нолдора, Феанора и Финголфина. Уз помоћ Унголијанте, он је убио Финвеа, украо Силмариле, три драгуља које је направио Феанор у којима је била ухваћена светлост Дрвећа, и уништио Дрвеће Валара. 
Огорчен због валарског неделања, Феанор је са својим родом кренуо у потеру за Мелкором, проклињући га именом „Моргот“. Већа група, која је кренула са Финголфином, га је пратила. Они су стигли у Алквалонде, лучки град Телерија, који су им забранили да узму њихове бродове на путу у Средњу земљу. Ту се догодило прво Родоубијање Вилењака, и Коб Нолдора је захватила све куће Нолдора за сва времена. Феанорова група је отпловила на бродовима, остављајући Финголфина позади. Он је, невољан да се врати посрамљен у Валинор, прешао кроз Араман и преко Хелкараксеа у Средњу земљу, изгубивши велико људство тада. Рат за Драгуље је тада почео, и трајао све до краја првог Првог доба. У међувремену, Валари су узели последња два плода два Дрвета и од њих направили Месец и Сунце, који су остали део Арде, али су сâми били одвојени од света. Прво уздизање Сунца је објавило и крај година Дрвећа и почетак година Сунца, које трају све до данашњих дана.